# Cirrhilabrus beauperryi
Cirrhilabrus beauperryi är en fiskart som beskrevs av Allen, Drew och Barber 2008. Cirrhilabrus beauperryi ingår i släktet Cirrhilabrus och familjen läppfiskar. IUCN kategoriserar arten globalt som livskraftig. Inga underarter finns listade i Catalogue of Life.